# هلموث (اوباتا و کاساباوم)
هلموث، اوباتا و کاساباوم (به انگلیسی: Hellmuth, Obata and Kassabaum) مشهور به اچ او کی (به انگلیسی: HOK) بزرگترین شرکت معماری ایالات متحده آمریکا است.
این شرکت در سال ۲۰۰۸ میلادی ۲۰۰۰ نفر در استخدام داشت، و امروزه ۴۰٪ از درآمد این شرکت حاصل از پروژه‌های بین‌المللی است..
این شرکت توسط جرج هلموث، گیو اوباتا، و جرج کاساباوم تأسیس گردید، که هر سه نفر از دانش آموختگان دانشگاه واشنگتن در سنت لوئیس هستند.
نخستین پروژهٔ بین‌المللی آنان طراحی دانشگاه ملک سعود در سال ۱۹۷۵ بود.

## برخی آثار
- کتابخانه ریاست جمهوری جرج بوش
- موزه ملی هوافضای اسمیتسونین
- فرودگاه بین‌المللی ملک خالد
- دانشگاه علم و صنعت ملک عبدالله
- برج رنسانس (دالاس)
- برج‌های شعله
- گالریای دالاس

## نگارخانه برخی آثار

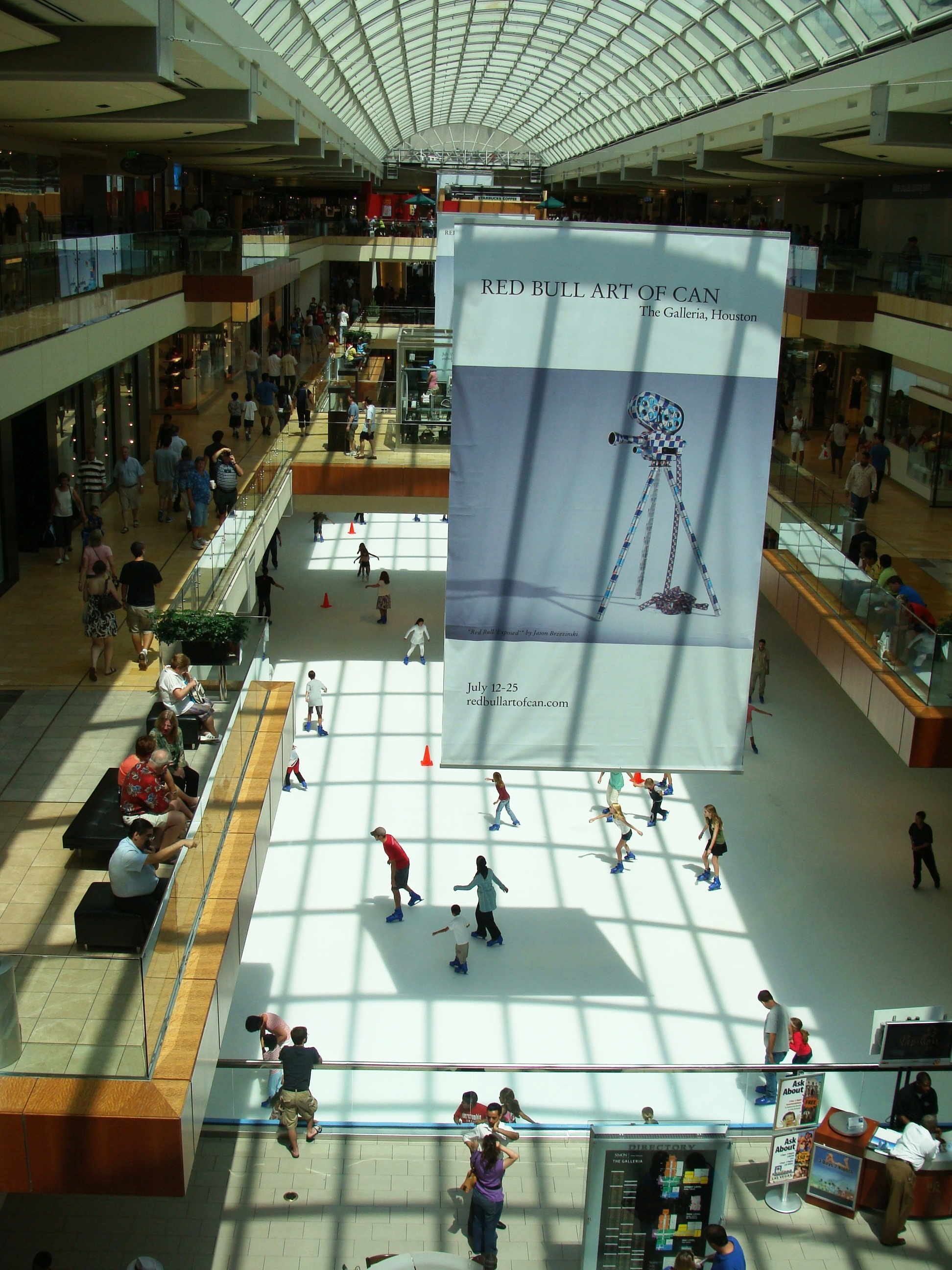
هیوستون گالریا، ۱۹۷۰
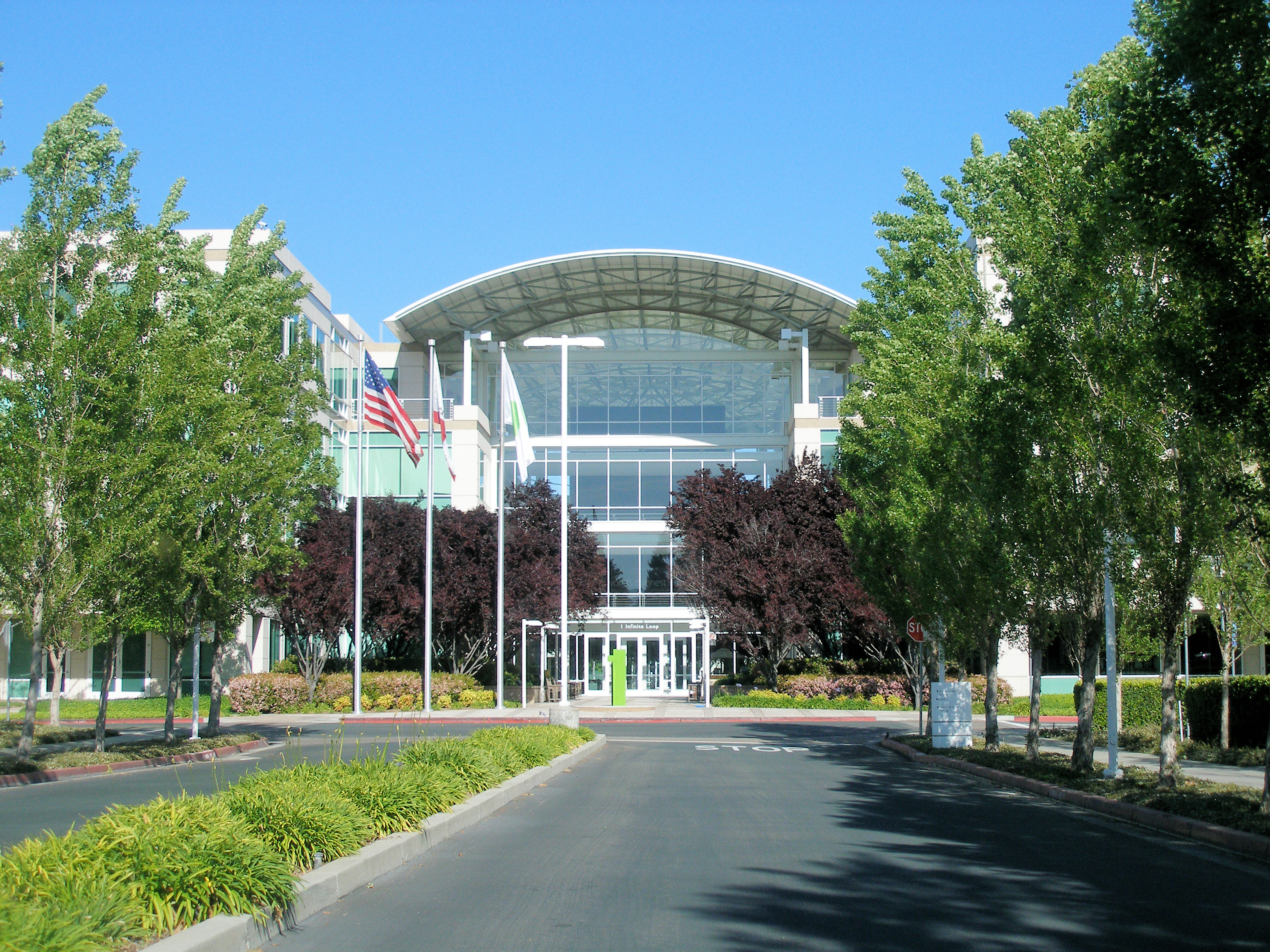
مرکز شرکت اپل، کوپرتینو، کالیفرنیا، ۱۹۹۳
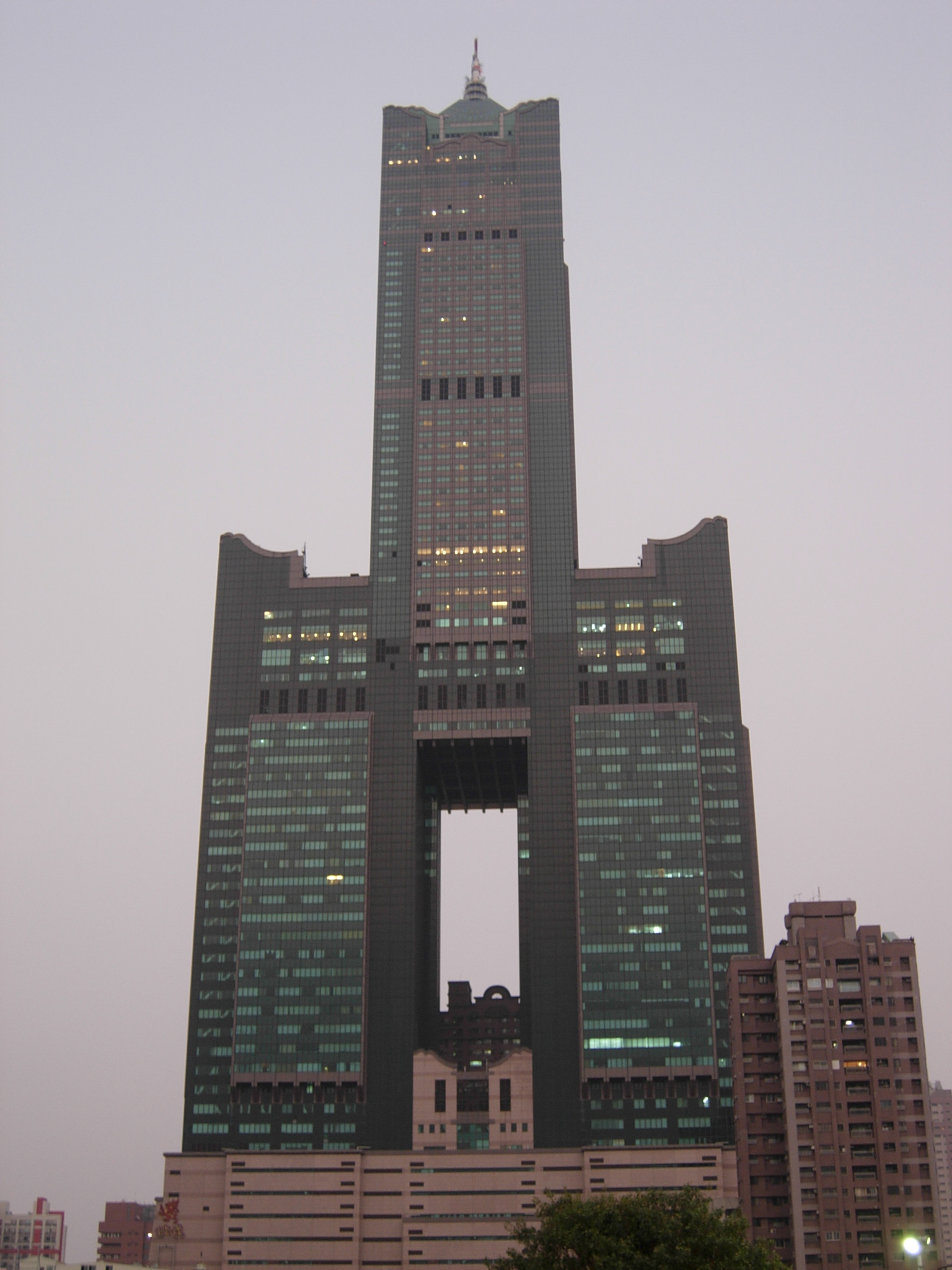
برج Tuntex در تایوان، ۱۹۹۶
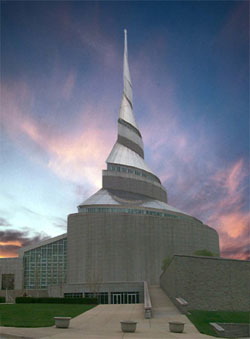
معبد استقلال، در شهر کانزاس سیتی
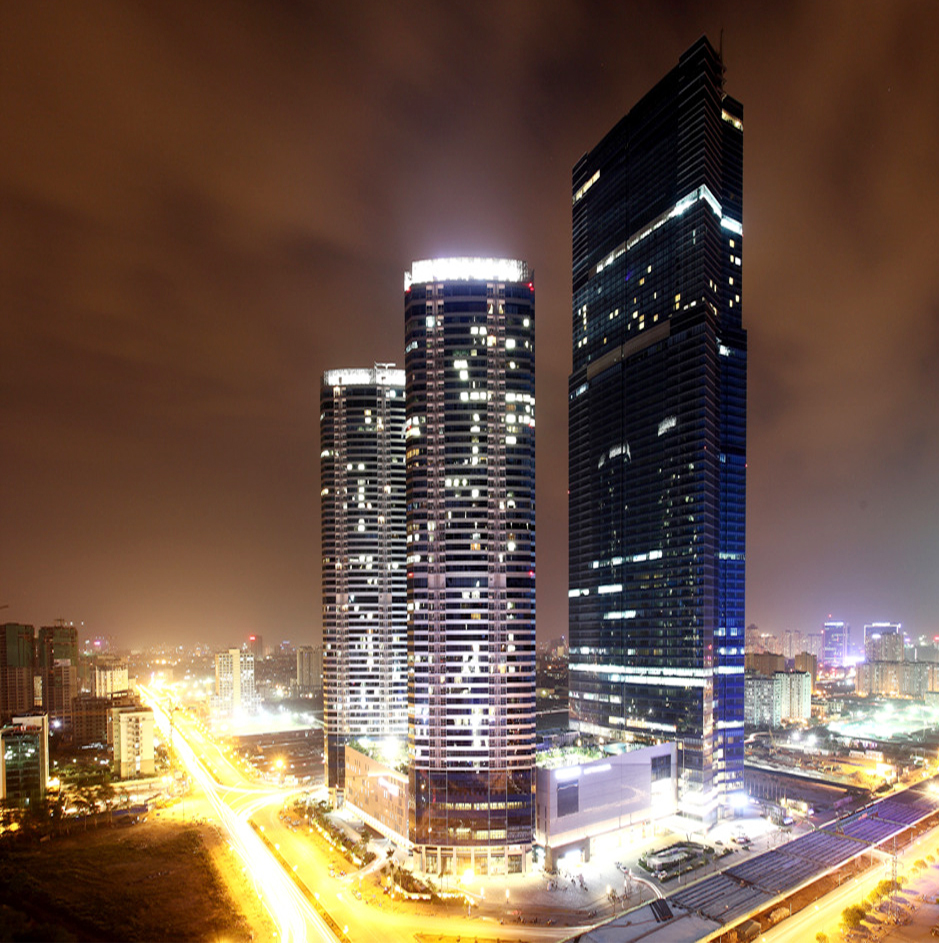
برج کیانگ نام لندمارک، مرتفع‌ترین برج کشور ویتنام